# Zona Econômica Não Chernozemica
A Zona Econômica Não-Chernozemica (Нечернозёмная экономическая зона, Nechernozyomnaya ekonomicheskaya zona), é uma das dez Zonas e Macrozonas Econômicas da Rússia instituídas pelo Governo Federal para fins de planejamento econômico e do desenvolvimento regional.

## Composição
1. Região Econômica do Centro
2. Região Econômica de Kaliningrado
3. Região Econômica do Norte
4. Região Econômica do Noroeste
5. Região Econômica Volgo-Viatski
6. República da Udmúrtia
7. Krai de Perm
8. Oblast de Sverdlovsk